# Moonbeam Creek, Ontario
Moonbeam Creek är ett vattendrag i Kanada.   Det ligger i provinsen Ontario, i den sydöstra delen av landet, 600 km nordväst om huvudstaden Ottawa. Moonbeam Creek ligger vid sjön Moonbeam Lake.
I omgivningarna runt Moonbeam Creek växer i huvudsak blandskog. Trakten runt Moonbeam Creek är nära nog obefolkad, med mindre än två invånare per kvadratkilometer.